# BBC 필름스

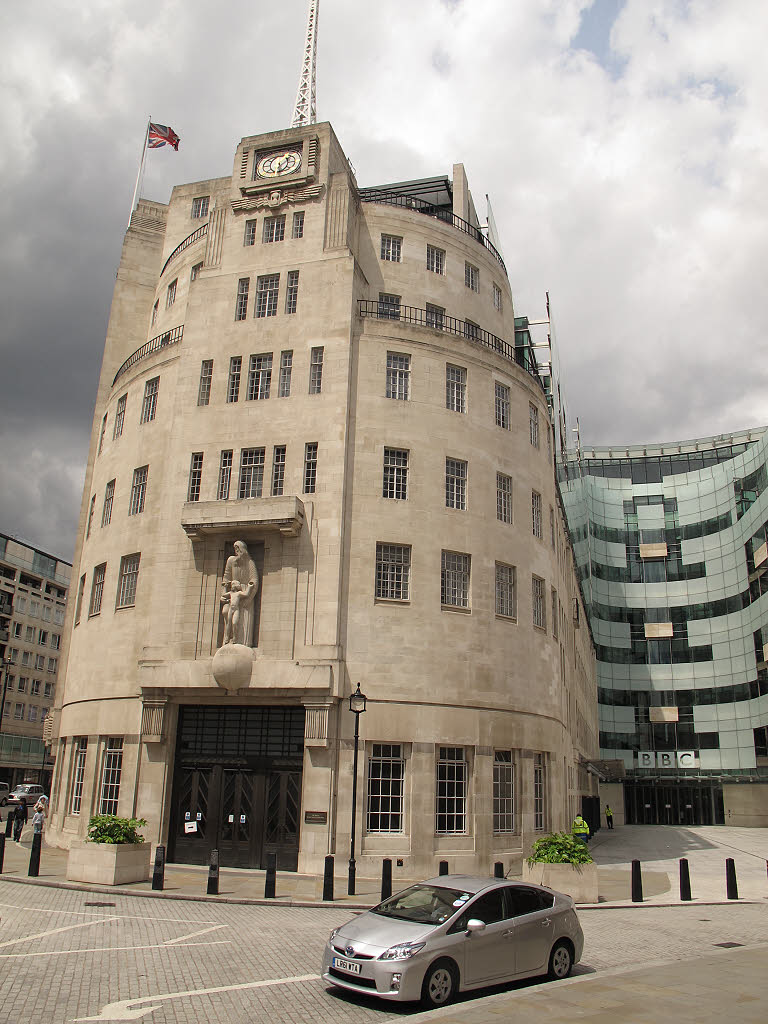

BBC 필름스(- Films)는 BBC의 영화 제작 부문이다. 1990년에 설립되었다.

## 같이 보기
- 영국방송공사